# Martine Monod
Pour les articles homonymes, voir Monod.
Martine Monod, née le 3 décembre 1921 dans le 16e arrondissement de Paris et décédée le 22 octobre 1985 dans le 10e arrondissement de Paris, est une journaliste et écrivaine française.

## Biographie

### Enfance
Martine Monod naît dans une famille aisée et de culture protestante. Son père travaille pour la Compagnie Paris-Lyon-Méditerranée.

### Formation
Martine Monod passe avec succès une licence d’anglais à l’Université de la Sorbonne.

### Engagement militant et journalisme
Martine Monod rejoint le Parti communiste français en mars 1945 puis l'Union des femmes françaises en 1947 et exerce quelques responsabilités pour ces deux organisations.
En 1950, par l’intermédiaire de Louis Aragon, elle travaille pour Ce Soir, puis pour Libération et Les Lettres françaises.
Dans le courant des années 1950, elle rejoint ensuite L'Humanité et L'Humanité Dimanche comme responsable du service politique de ce dernier.
À l'invitation de l'Union des femmes françaises, elle prend part à la journée internationale des femmes en mars 1952.
En 1955, elle écrit quelques romans.
En mars 1974, elle gagne le prix du reportage du Syndicat des journalistes et écrivains pour son reportage Deux ou trois choses que je sais de l’Union soviétique.
Son décès est annoncé dans l'Humanité le 23 octobre 1985 et dans Le Monde du lendemain.

### Vie privée
Le 6 mars 1945, Martine Monod se marie avec François Monod dans le 16e arrondissement de Paris et ils ont trois enfants. Son mari dirige à partir de 1955 les Éditeurs français réunis et meurt en 1961 d'une crise cardiaque.

## Publications
- Israël tel que je l’ai vu, Éditeurs français réunis, 1968 (lire en ligne)
- Deux ou trois choses que je sais de l’Union soviétique, Éditions sociales, 1973 (lire en ligne)